# Abell S740
Abell S740 è un ammasso di galassie situato nella costellazione del Centauro alla distanza di oltre 450 milioni di anni luce. È un ammasso inserito nella seconda parte del Catalogo Abell, denominata The Southern Survey (da cui la S) che descrive gli ammassi visibili nell'emisfero australe.
È un ammasso di modeste dimensioni con una classe di ricchezza 0 (che corrisponde alla presenza di 30-49 galassie). Secondo la classificazione di Bautz-Morgan è di classe I-II.
L'ammasso è stato osservato nel 2007 tramite il Telescopio spaziale Hubble. Nell'immagine si osserva che Abell S740 è dominato da una galassia ellittica gigante, catalogata come ESO 325-4, che è in grado di provocare un effetto di lente gravitazionale sugli oggetti remoti situati alle spalle dell'ammasso. La massa di ESO 325-4 equivale a circa 100 milioni masse solari. Intorno alla galassia orbitano migliaia di ammassi globulari. Nell'immagine si intravede chiaramente,  in basso a destra, la galassia spirale ESO 325-5 spirale che fa anch'essa parte dell'ammasso.
In uno studio del 2008 sono state individuate 15 galassie nane ultra-compatte candidate a componenti dell'ammasso.